# Татитлек (аэропорт)
Аэропорт Татитлек (англ. Tatitlek Airport), (ИАТА: TEK, FAA LID: 7KA) — государственный гражданский аэропорт, обеспечивающий авиационное сообщение района Татитлек (Аляска), США.

## Операционная деятельность
Аэропорт Татитлек занимает площадь в 65 гектар, расположен на высоте 19 метров над уровнем моря и эксплуатирует две взлётно-посадочные полосы:
- 12/30 размерами 1128 х 23 метров с гравийным покрытием;
- 13W/31W размерами 2438 х 1219 метров, предназначенную для обслуживания гидросамолётов.

За период с 31 декабря 2005 года по 31 декабря 2006 года Аэропорт Татитлек обработал 2 350 операций взлётов и посадок самолётов (в среднем 195 операций ежемесячно), из них 53 % пришлось на рейсы аэротакси и 47 % — на авиацию общего назначения.